# Uromyces geranii
Uromyces geranii ist eine Ständerpilzart aus der Ordnung der Rostpilze (Pucciniales). Der Pilz ist ein Endoparasit von Storchschnäbeln. Symptome des Befalls durch die Art sind Rostflecken und Pusteln auf den Blattoberflächen der Wirtspflanzen. Sie ist auf der ganzen Nordhalbkugel verbreitet.

## Merkmale

### Makroskopische Merkmale
Uromyces geranii ist mit bloßem Auge nur anhand der auf der Oberfläche des Wirtes hervortretenden Sporenlager zu erkennen. Sie wachsen in Nestern, die als gelbliche bis braune Flecken und Pusteln auf den Blattoberflächen erscheinen.

### Mikroskopische Merkmale
Das Myzel von Uromyces geranii wächst wie bei allen Uromyces-Arten interzellulär und bildet Saugfäden, die in das Speichergewebe des Wirtes wachsen. Die Spermogonien der Art sind orangefarben. Ihre auf Wirtsblättern und -stängeln wachsenden Aecien sind zunächst halbkugelig-warzenförmig, später schüsselförmig. Die Aeciosporen sind meist eiförmig bis ellipsoid und polyedrisch, orange und 21–31 × 17–22 µm groß. Die blattunterseitig wachsenden Uredien des Pilzes sind hellbraun. Ihre ebenfalls hellbraunen Uredosporen sind breit ellipsoid bis breit eiförmig, 21–33 × 19–25 µm groß und stachelwarzig. Die meist blattunterseitig wachsenden Telien der Art stehen in Gruppen auf gelben oder roten Blattflecken. Die hellbraunen Teliosporen sind einzellig, in der Regel ellipsoid bis kugelig, stachelwarzig und 15–40 × 15–33 µm groß. Ihre Stiele sind farblos und kurz.

## Verbreitung
Das bekannte Verbreitungsgebiet von Uromyces geranii umfasst die gemäßigten Nordhalbkugel und deckt sich mit dem seiner Wirtsgattung.

## Ökologie
Die Wirtspflanzen von Uromyces geranii sind verschiedene Storchschnäbel (Geranium spp.). Der Pilz ernährt sich von den im Speichergewebe der Pflanzen vorhandenen Nährstoffen, seine Sporenlager brechen später durch die Blattoberfläche und setzen Sporen frei. Die Art verfügt über einen Entwicklungszyklus mit Aecien, Spermogonien, Telien und Uredien und macht keinen Wirtswechsel durch.